# Imigração brasileira no Reino Unido
Brasileiros no Reino Unido inclui os imigrantes nascidos no Brasil e os seus descendentes nascidos no Reino Unido. Os brasileiros formam o maior grupo sul-americano no país. A comunidade tem visto um rápido crescimento em tamanho nos últimos anos, visto que o número de brasileiros que vivem no Reino Unido aumentou quase 700% entre 1991 e 2009.

## História
Os brasileiros começaram a ir para o Reino Unido em maior número a partir da década de 1980, principalmente para estudar, mas quando chegaram alguns descobriram que a diversidade étnica e cultural das grandes cidades (em particular Londres) oferecia mais oportunidades profissionais. Em parte, esta imigração de brasileiros para o Reino Unido é uma consequência da possibilidade econômica de viagens.

### Caso Jean Charles

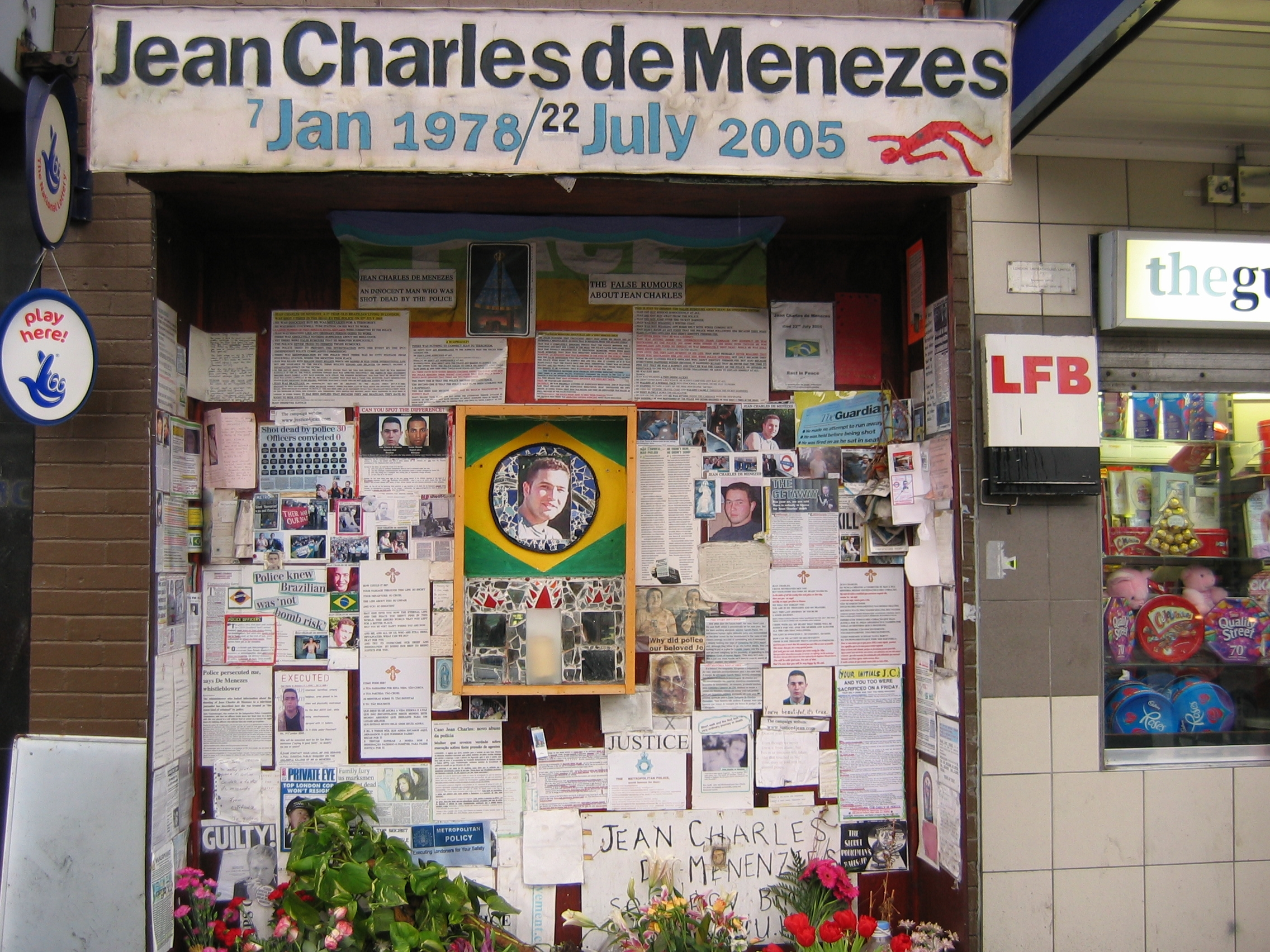
Memorial dedicado a Jean Charles de Menezes na estação Stockwell

A comunidade brasileira do Reino Unido foi notícia no mundo todo em em 2005 como resultado da morte de Jean Charles de Menezes. Menezes era um brasileiro que vivia e trabalhava em Tulse Hill, ao sul de Londres, quando na manhã de 22 de julho 2005 foi identificado erroneamente como Hamdi Adus Isaac, um dos fugitivos envolvidos no ataque terrorista mal sucedido do dia anterior.
Esta identificação errada fez com que vários policiais não-uniformizados da Polícia Metropolitana de Londres seguissem Menezes na estação de metrô Stockwell e, quando entrou em um trem, onde ele foi baleado na cabeça sete vezes.
A política de "atirar para matar" tinha sido posta em prática após os atentados de 7 de julho de 2005 em Londres. O inquérito que resultou foi acompanhado por todo o mundo, incluindo a família de Menezes em Gonzaga, Minas Gerais, que criou a campanha "Justice4Jean".

## Demografia

### População
O Censo de 1991 registrou 9 301 pessoas nascidas no Brasil e que viviam no Reino Unido e o Censo de 2001 registrou 15 215. Em 2004, o Consulado do Brasil em Londres tinha 13 mil brasileiros registrados como vivendo no país. As estimativas do Office for National Statistics sugerem que havia 60 000 brasileiros morando no Reino Unido em 2009. O Itamaraty, no entanto, estimou em 2012 que 118 mil brasileiros viviam no Reino Unido. Esta discrepância nas estimativas também tem sido observada em estudos de brasileiros nos Estados Unidos. Tem sido sugerido que a discrepância é devido aos brasileiros que excedem os seus vistos, ou que apenas usam vistos temporários e, portanto, não participam de pesquisas ou censos.

### Distribuição

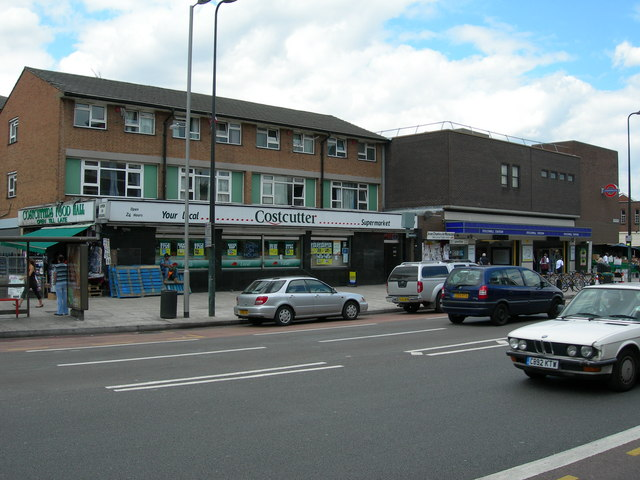
Stockwell, em Londres, abriga uma das maiores comunidades de brasileiros.

A maioria dos brasileiros no Reino Unido residem em Londres e arredores. O censo de 2001 mostrou que 8 000 pessoas nascidas no Brasil estavam residindo na capital, no entanto, no mesmo ano, outras estimativas sugeriram que entre 15 000 e 50 000 brasileiros viviam em Londres. Em 2005, a BBC afirmou que o número de londrinos de origem brasileira era de aproximadamente 60 000. Os grupos comunitários estimaram em 2007 que entre 130 mil e 160 mil brasileiros poderiam estar vivendo na região de Londres. Dentro da capital britânica, estima-se que cerca de 30 000 brasileiros morem no borough de Brent. Stockwell, no sul de Londres, também é o lar de uma comunidade brasileira considerável que vive ao lado da maior comunidade de portugueses no Reino Unido em "Little Portugal". Bayswater na Cidade de Westminster tem sido desde há muito conhecida como "Brazilwater", indicando a vasta presença de brasileiros na área.
Além da comunidade brasileira em Londres, existem vários outros locais na Inglaterra com populações brasileiras. Estima-se que cerca de 20 000 brasileiros residem nas Midlands (a maioria em Birmingham), enquanto que estima-se que cerca de 15 000 brasileiros vivam no condado de Norfolk (a maioria destes em King's Lynn e Norwich). A cidade costeira de Brighton era o lar de cerca de 10 000 brasileiros em 2005. Também vivem na área urbana de Manchester/Liverpool10 000 indivíduos de origem brasileira.

### Religião
Uma igreja brasileira presente no Reino Unido é a Igreja Universal do Reino de Deus, com templos em Londres e Birmingham. Esta igreja esteve envolvida em escândalos e acusações por mais de uma década. Em 2000, a Igreja Universal do Reino de Deus, comprou a estação de rádio londrina chamada Liberty Radio (anteriormente propriedade de Mohamed Al-Fayed). Esta compra causou polêmica em grande parte devido a algumas afirmações polêmicas feitas aos seguidores(comuns nos cultos evangélicos brasileiros) de que "as doenças são causadas por demônios e a oração pode livrá-los de dívidas". Há cerca de 30 outras igrejas evangélicas brasileiras em Londres.
Além disso, muitas outras denominações têm uma forte representação das comunidades dos brasileiros no Reino Unido, como a Igreja de Jesus Cristo dos Santos dos Últimos Dias, as Testemunhas de Jeová, os kardecistas e outros. Há uma capelania brasileira na região leste de Londres, criada pela Igreja Católica e administrada por sacerdotes brasileiros, que realizam missas em português para centenas de brasileiros nos fins de semana.

## Cultura e comunidade

### Negócios e economia

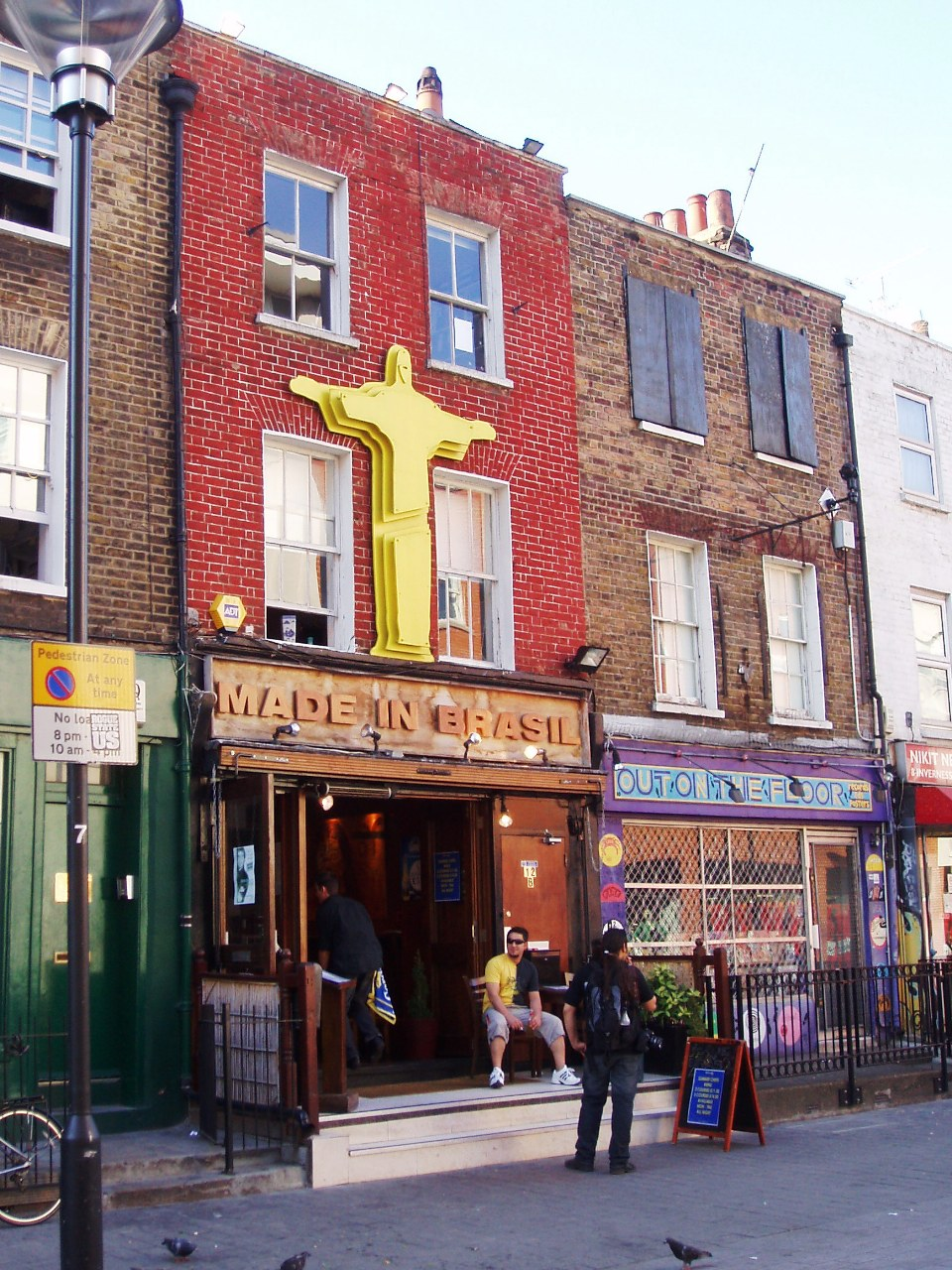
"Made in Brasil", um bar brasileiro em Camden Town.

De acordo com uma análise feita pelo Institute for Public Policy Research com base em dados de pesquisas sobre população ativa no Reino Unido de 2000 a 2004, 57,4% dos imigrantes nascidos no Brasil que chegaram ao Reino Unido a partir de 1990 estavam empregados (em oposição a estudantes, desempregados ou inativos), sendo que 80,7% dos que chegaram antes de 1990 estavam igualmente empregados. Apesar de serem relativamente bem educados, a maioria dos imigrantes brasileiros no Reino Unido assumiram profissões que diferem muito de suas carreiras anteriores no Brasil.
A maioria dos imigrantes de origem brasileira no Reino Unido conseguem trabalhos que são, em sua maior parte, não qualificados e de baixa remuneração; as razões por trás disso são as restrições impostas por sua condição migratória e falta ou conhecimento do idioma inglês. Isso também foi testemunhado na diáspora brasileira nos Estados Unidos. Um estudo realizado pela Queen Mary University of London revelou os empregos mais comuns ocupados por imigrantes brasileiros em Londres. Cerca de 32% dos indivíduos pesquisados estavam envolvidos na indústria de limpeza, 26% no trabalho de hotelaria e catering, 13% em outros "serviços". Dez por cento trabalhavam nos correios, 9% na indústria da construção, 3% como au pairs ou babás. 6% dos pesquisados optaram por não responder, enquanto 1% disseram que estavam desempregados.
O trabalho é um aspecto extremamente importante para os brasileiros que vão para o Reino Unido, especialmente os imigrantes de primeira geração - muitos dos quais chegaram ao Reino Unido única e exclusivamente para conseguir um emprego. No mesmo estudo, 25% dos entrevistados disseram que chegaram ao Reino Unido para trabalhar e/ou estudar, enquanto 24,3% afirmaram ter vindo para o trabalhar e poupar dinheiro, quer para ser capaz de instalar-se definitivamente no Reino Unido, quer para enviar de volta para a família no Brasil. Um grande número de empresas de capital brasileiro surgiram no Reino Unido nas últimas décadas.

### Jornais e revistas comunitários
Há também muitos jornais em todo o Reino Unido, que atendem especificamente a comunidade brasileira. A br@sil.net é uma revista física e on-line que diz respeito a temas do Brasil, além de abranger informações sobre a comunidade de brasileiros no Reino Unido. O Brazilian News é outro jornal semanal baseada no Reino Unido que cobre assuntos brasileiros e britânicos. A Jungle Drums é uma revista mensal com conteúdo em português e inglês direcionado principalmente para as gerações mais jovens da comunidade brasileira. Há artigos sobre a cultura popular, sociedade e política do Brasil, além de comparações entre a vida no Reino Unido e no Brasil.
Uma investigação realizada pela Organização Internacional de Migração, em 2005, constatou que, em termos de leitura de jornais, 67% dos entrevistados brasílio-britânicos afirmaram que preferem ler os jornais do Reino Unido. Leitores de revistas diferiam completamente, visto que 51% dos entrevistados disseram que preferiam publicações brasileiras feitas no Reino Unido e até mesmo publicações brasileiras feitas no Brasil.

### Música e dança

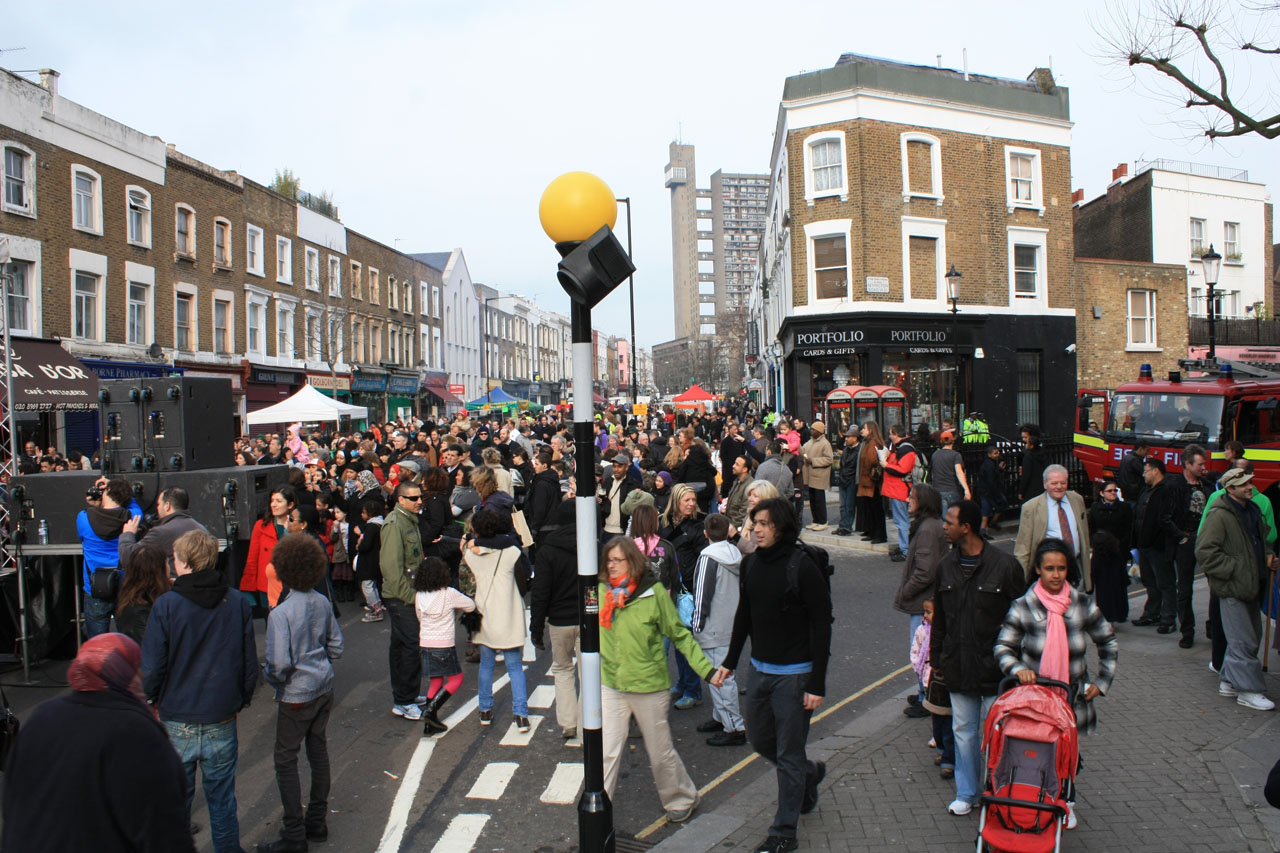
Um festival brasileiro em março de 2009 em Golborne Road, Notting Hill

A vibrante comunidade brasileira em Londres rapidamente tem se tornado influente na formação da identidade da capital londrina e de seus habitantes. A cultura e a música do Brasil tem tido um impacto significativo no Reino Unido, com mais evidência, conforme dito anteriormente, em Londres.
Muitos brasileiros ajudam a realizar o "Carnaval del Pueblo", a maior celebração das culturas americanas da Europa, realizado em Burgess Park, Londres. Há também um festival anual que comemora a cultura brasileira na área de Golborne Road, que foi realizado em 2009. Os brasileiros também participam do Carnaval de Notting Hill. No entanto, a maior celebração da cultura brasileira no Reino Unido é realizada em Liverpool: o "Brazilica Festival" tem sido realizado anualmente desde 2008, quando a cidade foi Capital Europeia da Cultura, e regularmente atrai mais de 50 000 pessoas.

### Esportes

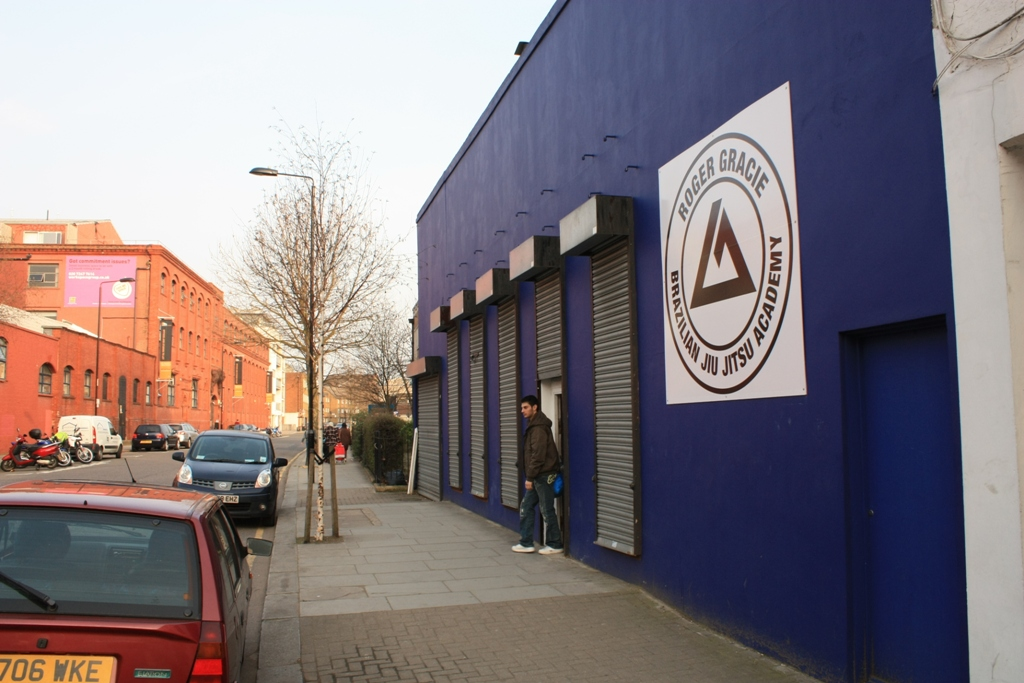
Academia de jiu-jitsu brasileiro em Kensington, estabelecida por Roger Gracie

A comunidade brasileira no Reino Unido estabeleceu muitos grupos esportivos, como equipes de futebol, futsal e futevôlei, sendo que o último tem origem no Brasil. Além disso, há escolas de jiu-jitsu brasileiro e capoeira. Existem alguns times brasileiros organizados que jogam em ligas inglesas em nível amador, como o Brazilian Football Club of London. O Helvecia e o Kickers também estão entre algumas das equipes estabelecidas pela comunidade brasileiro que competem na National Futsal League. O esporte brasileiro futevôlei agora também tem presença no Reino Unido e há uma equipa nacional de Inglaterra, que já competiu em locais como Brighton e Margate, bem como na França, Espanha e Portugal. Brazilian Sports Press é um jornal quinzenal que cobre notícias e eventos esportivos brasileiros no Reino Unido.
Entre os mais famosos brasileiros no Reino Unido estão os vários futebolistas que jogam na Premier League em equipes da Inglaterra. O time principal do Liverpool Football Club incluía três brasileiros em abril de 2010. O mesmo número de brasileiros que estão no primeiro time do Manchester United. Dois brasileiros também estão no elenco do Chelsea Football Club, enquanto um brasileiro joga pelo Arsenal Football Club.